# Gabriela Rejala
Gabriela Rejala (Ñemby, 1989) è una modella paraguaiana, rappresentante del Paraguay in occasione del concorso di bellezza internazionale Miss Mondo 2008, che si è tenuto il 13 dicembre 2008, presso il Sandton Convention Centre di Johannesburg, in Sudafrica.
Ha inoltre rappresentato la propria nazione a Reina Hispanoamericana 2008 che si è tenuto a Santa Cruz, in Bolivia, il 30 ottobre 2008, dove si è piazzata alla terza posizione. È inoltre arrivata fra te prime sedici semifinaliste a Miss Terra 2009.